# Dondar Quşçu
Dondar Quşçu è un comune dell'Azerbaigian situato nel distretto di Tovuz. Conta una popolazione di 3 482 abitanti.